# 앨런 홉굿
앨런 홉굿(영어: Alan Hopgood, 1934년 9월 29일~2022년 3월 19일)은 오스트레일리아의 배우, 각본가, 극작가이다.
론서스턴에서 태어났다.

## 출연 작품

### 영화
- 라스트 댄스(2012년) - 미스터 네이선 역
- 노잉(2009년) - 존의 부친 역
- 헐리웃과 맞장뜨기: 호주 B무비의 세계(2008년)
- 두 여자와 아기(1998년)
- 호텔 드 러브(1996년)
- 사랑의 디자이너(1989년)
- 원 플러스 세븐(1983년)
- 로드 게임(1981년)
- 블루 라군(1980년)
- 나의 화려한 인생(1979년)
- 마피아 결투(1974년)
- 앨빈 퍼플(1973년)

### 텔레비전
- 프리즈너 (1981-85, Prisoner) - 월리 월리스 역